# Йоло (принц Ан)
Айсиньгиоро Йоло (愛新覺羅 岳樂; 19 октября 1625 — 15 марта 1689) — маньчжурский принц из династии Цин, официально известный как принц Ан (1651—1654).

## Биография
Родился 19 октября 1625 года в семье Айсин Геро. Третий сын Абатая (1589—1646), принца Раоюй второго ранга (1644—1646). Его матерью была маньчжурская дама из клана Нара, главная жена Абатая. Внук Нурхаци (1559—1626), основателя династии Цин.
В 1646 году в чине принца пятого ранге Йоло присоединился к маньчжурской армии под командованием своего двоюродного брата Хаогэ во время завоевания Сычуани. В 1648 году Йоло участвовал в составе цинской армии под предводительством своего дяди Аджигэ при подавлении китайского восстания в Тяньцзине.
В 1649 году Йоло был произведен в принцы третьего ранга. В 1651 году он унаследовал княжество своего отца Абатая и стал принцем Ан второго ранга. Назначенный в 1652 году членом совета князей, в следующем году ему было доверено командование армией, посланной для принуждения к подчинению Внешней Монголии. В 1655 году он стал председателем Императорского двора, а в 1657 году Йоло стал принцем первого ранга.
В 1673 году принц Йоло принимал активное участие в подавлении восстания трёх князей-данников (1673—1681). В то время У Саньгуй уже захватил шесть провинций (Юньнань, Гуйчжоу, Сычуань, Хубэй, Хунань и Гуанси), и его восстание поддержал Гэн Цзинчжун в Фуцзяне и Ван Фучэнь в Шэньси. К 1675 году Йоло подчинил цинской власти провинцию Цзянси. Оттуда он начал наступление на провинцию Хунань, одеражл ряд побед и в марте 1679 года взял Чаншу. В 1680 году принц Йоло был вызван императором в Пекин, где его встречали с большими почестями. В начале 1682 года он возобновил свой пост в качестве председателя императорского двора. Его последняя военная служба была в 1688 году, когда он сопровождал принца Ябу (1658—1701), чтобы защитить сунитов во Внутренней Монголии от вторжения джунгарского хана Галдана. Весной 1689 года Йоло скончался в Пекине.
От многочисленных жен и наложниц у Йоло было двадцать сыновей, пятеро из которых достигли дворянского звания, и двадцать одна дочь.